# Symposiachrus verticalis
Symposiachrus verticalis е вид птица от семейство Monarchidae.

## Разпространение
Видът е разпространен в Папуа Нова Гвинея.